# Emanuel Benedictus
Emanuel Benedictus (Den Haag, 3 december 1848 – aldaar, 18 februari 1932) was een Nederlands violist en pianist.
Hij werd geboren binnen het gezin van muzikant Moses Benedictus en Aaltje Blok. Broer Samuel Benedictus was muziekonderwijzer. Hij was getrouwd met Elisabeth Frank. Ze kregen dochters in 
- Elsie Benedictus (1880-1943), zij huwde gerechtelijk ambtenaar Abraham Salomon Hirsch, werd omgebracht in Sobibór[1]
- Adele Benedictus (1883-1914).

Hij was ridder in de Orde van Oranje-Nassau. Hij werd gecremeerd op Driehuis-Westerveld.
Hij kreeg zijn muzikale opleiding van Louis Buziau aan de muziekschool in Den Haag. In november 1865 deed hij er examen. Hij was al op jeugdige leeftijd op de podia te vinden, met name in (het orkest van) Diligentia. Hij was ook organisator van een aantal kamermuziekavonden in de hofstad. Hij maakte onder andere deel uit van een "Boheems strijkkwartet". Na verloop van tijd wendde hij zich tot de altviool en nam plaats in het orkest van de Fransche Opera in Den Haag. Hij schnabbelde veelvuldig en gaf gedurende langere tijd muzieklessen. Op 9 december 1894 was hij te bewonderen in het Concertgebouw te Amsterdam. Hij voerde samen met Alida Oldenboom-Lütkemann (sopraan), Toussaint Demont (dwarsfluit), Willem Kes (klavecimbel) en Isaäc Mossel (viola da gamba) een werk van Jean-Philippe Rameau uit. Hij bespeelde daarbij de viola d'amore.